# Пнітагор II
Пнітагор II (*Πνυταγόρας, д/н — 331 до н. е.) — цар Саламіну в 351—331 роках до н. е.

## Життєпис
Походив з династії Тевкридів. Син або онук Пнітагора I (сина й співволодаря царя Евагора I). Після повалення у 351 році родича Евагора II отримав трон міста-держави Саламін. Втім продовжив успішну грошову політику попередника. Зайняв антиперську позицію. У 349 році до н. е. підтримав повстання фінікійських міст на чолі з царем Теннесом.
Після поразки повстання фінікійців продовжив спротив. Для цього відновив союз з Афінами. Внаслідок бойових дій на острові у 344—343 роках до н. е. зумів відстояти свою владу. Водночас вдалося схопити колишнього царя евагора, який за допомогою персів мав намір повернути собі трон. В результаті того було страчено. За домовленістю з царем Артаксерком III Пнітагор II залишився царем, але був вимушений визнати зверхність Персії.
Протягом 10 років Пнітагор II зберігав вірність перським царям. Але після поразки Дарія III у битві при Іссі від армії Олександра Македонського, разом із флотом перейшов на бік останнього. Згодом допомагав підкоряти прибережні міста. У 332 році до н. е. відзначився при облозі Тиру. За це отримав місто-державу Тамасос.
Помер Пнітагор II 331 року до н. е. Трон перейшов до його сина Нікокреон.